# چاونون
چاونون (به فرانسوی: Chavenon) یک کمون (فرانسه) در فرانسه است که در canton of Montmarault واقع شده‌است. چاونون ۱۷٫۴۷ کیلومتر مربع مساحت دارد ۳۶۵ متر بالاتر از سطح دریا واقع شده‌است.